# Shyu Yu-ling
Shyu Yu-ling (chinesisch 徐育鈴; * 31. Oktober 1972) ist eine taiwanische Badmintonspielerin. 

## Karriere
Shyu Yu-ling nahm 1991 an den Badminton-Weltmeisterschaften teil. 1994 siegte sie bei den Weltmeisterschaften der Studenten. Sowohl 1994 als auch 1995 gewann sie die Austrian International.

## Sportliche Erfolge
| Saison | Veranstaltung                     | Disziplin   | Platz | Name                        |
| ------ | --------------------------------- | ----------- | ----- | --------------------------- |
| 1994   | Austrian International            | Damendoppel | 1     | Shyu Yu-ling / Lee Ming-hwa |
| 1994   | Weltmeisterschaften der Studenten | Dameneinzel | 1     | Shyu Yu-Ling                |
| 1994   | Weltmeisterschaften der Studenten | Damendoppel | 3     | Lee Ning-hau / Shyu Yu-ling |
| 1995   | Austrian International            | Dameneinzel | 1     | Shyu Yuh-ling               |